# Ophiothrix contenta
Ophiothrix contenta is een slangster uit de familie Ophiotrichidae.
De wetenschappelijke naam van de soort werd in 1930 gepubliceerd door René Koehler.